# Euproctis pedolepida
Euproctis pedolepida är en fjärilsart som beskrevs av Collenette 1947. Euproctis pedolepida ingår i släktet Euproctis och familjen tofsspinnare. Inga underarter finns listade i Catalogue of Life.